# 法國駐德國大使館

法国驻德国标志大使馆

法國駐德國大使館是法蘭西共和國在德意志聯邦共和國的駐外代表機構，由建築師克里斯蒂安·德·保桑巴克所設計。它座落於柏林巴黎廣場，距離勃蘭登堡城門僅有幾步之遙。現任駐德大使是菲利普·艾蒂安。
在德國統一之前，法國曾在民主德國（東德）有另外的柏林使館，以及駐在聯邦德國（西德）的波昂使館。

## 歷史

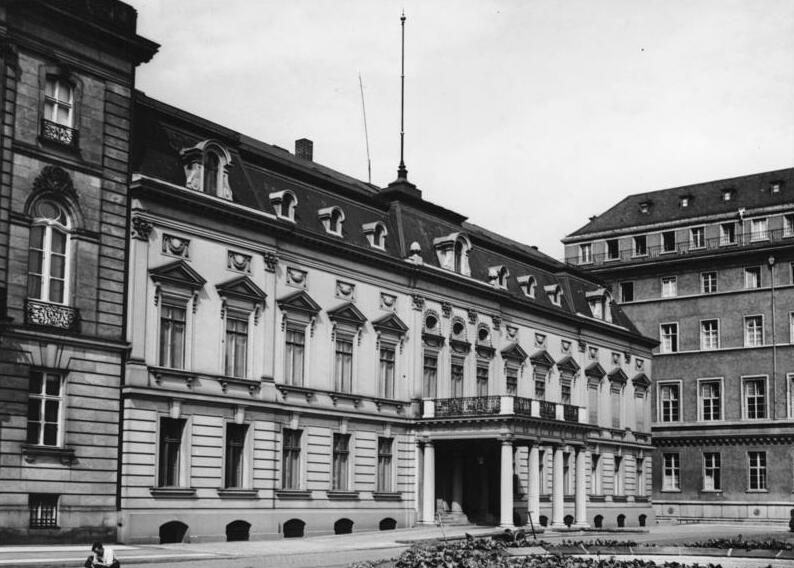
法國駐德大使館，1937年

1860年，駐普魯士大使聖波萊侯爵向拿破崙三世建議購買巴黎廣場上的布弗耶宮，這棟1735年至1737年完工的後巴洛克時期建築作為法國駐普魯士王國大使館。1870年由於埃姆斯密電事件導致法國對普魯士宣戰，大使貝奈德蒂將使館交予英國代管後回國。普法戰爭結束後兩國恢復外交關係，該處繼續沿用為駐德意志帝國大使館。
1879年至1883年使館進行大規模翻修，包括雙重斜坡屋頂、圓柱門廊和更換通往入口的樓梯，1907年加裝電話等現代化設備。第一次世界大戰期間使館移交西班牙代管直到1922年恢復邦交為止。然而第二次世界大戰的爆發再次中斷兩國關係，使館在空襲之中全毀，其遺址在1959年興建柏林圍牆時清除。
戰後法國將使館移往西德首都波昂，1973年承認東德後重新在柏林建立使館，位於菩提大道自由德國青年會旁。

## 現狀
1990年德國統一後，法國政府決定在柏林建立一個新的大使館，從1995年開始競選建築設計圖，1998年7月10日由建築師克里斯蒂安·德·保桑巴克獲選，大使館於2002年10月啟用。
現在大使館約有250名職員，是法國最大的駐外使館之一。

## 外部連結
- Official site （法文）